# Öröklési illeték
Az öröklési illeték az örökölt vagyontárgyak után fizetendő illeték, melynek mértékét és részletes szabályait az egyes országok jogszabályai határozzák meg.

## Magyarországon
Magyarországon az öröklési illeték mértékét és részletes szabályait korábban az illetékekről szóló 1990. évi XCIII. törvény szabályozza; a 2018-ban hatályos illetékmértékek 2013. január 1-től léptek hatályba.

### Az illetékkötelezettség
Az illetékkötelezettség minden esetben kiterjed a belföldön levő hagyatékra, valamint a magyar állampolgár, illetve Magyarországon élő nem magyar állampolgár vagy belföldi székhelyű jogi személy által örökölt, külföldön levő ingóhagyatékra. Ezen kívül a külföldi hagyatékba tartozó vagyoni értékű jogra abban az esetben, ha a hagyaték helye szerinti államban öröklési illetéket vagy ennek megfelelő adót nem kell fizetni. A külföldön történt illeték- vagy adófizetés tényének bizonyítása az örököst terheli.
Nem tárgya az öröklési illetéknek az ingatlan-nyilvántartásba bejegyzett olyan vagyoni értékű jog, amely a dolog tulajdonosának személyében beállott változásra (öröklésre) tekintet nélkül marad fenn.

### Mentességek
A 2013 óta érvényben lévő szabályozás szerint mentes az öröklési illeték alól:
- az örökhagyó egyenesági rokona (ideértve az örökbefogadáson alapuló rokoni kapcsolatot is) valamint túlélő házastársa, bejegyzett élettársa által megszerzett örökrész.

Az egyenesági rokonság azon természetes személyek között áll fenn, akik közül az egyik a másiktól származik. Felmenő egyenes ági rokonok az elődök, így a szülő, a nagyszülő, a dédszülő, míg lemenő egyenes ági rokonok: gyermek, unoka, dédunoka, azaz az utódok. Az egyenesági rokonságot megillető illetékmentesség kiterjed az örökbefogadással létrejött rokoni kapcsolatra is.
A házasságon kívül született gyermeknek vér szerintiapjával és annak felmenőivel jogilag értékelhető rokoni kapcsolata csak akkor jön létre, ha családi jogállást teljes hatályú apai elismerő nyilatkozat vagy utólagos házasságkötés során tett elismerő nyilatkozat, illetőleg jogerős bírói ítélet rendezi.
- az örökhagyó mostoha- és nevelt gyermeke, mostoha- és nevelőszülője által megszerzett örökrész tiszta értékéből 20 millió forint (gépjárművek öröklése esetén ez a szabály nem alkalmazható).
- az egy örökösnek jutó ingóörökség 300 000 forint forgalmi értéket meg nem haladó része;
- az Európai Gazdasági Térségről szóló megállapodásban részes állam által kibocsátott, hitelviszonyt megtestesítő értékpapír megszerzése;
- a tudományos, művészeti, oktatási, közművelődési, közjóléti célra juttatott örökség (hagyomány);
- a lakástakarékpénztárakról szóló törvény szerinti lakás-előtakarékossági szerződés alapján történő vagyonszerzés;
- a lakóház építésére alkalmas telektulajdonnak (tulajdoni hányadnak), valamint az ilyen ingatlanra vonatkozó vagyoni értékű jognak az öröklése, ha az örökös az örökölt ingatlanon a hagyaték jogerős átadásától számított 4 éven belül lakóházat épít, és a felépített lakóházban a lakás(ok) hasznos alapterülete eléri a településrendezési tervben meghatározott maximális beépíthetőség legalább 10%-át. Lakóházépítési szándékáról az örökös legkésőbb az illetékfizetési meghagyás jogerőre emelkedéséig nyilatkozhat az állami adóhatóságnál.
- Az állami vagy helyi önkormányzati fenntartású közgyűjteményből a kulturális javakra vonatkozó jogszabályokban meghatározott eljárás keretében a volt tulajdonos örökösének visszaadott vagyontárgyra vonatkozó, a visszaadás időpontját megelőzően beállt öröklés.

### Illetékfizetési kedvezmények
Ha az öröklés útján megszerzett képző-, ipar-, népművészeti alkotást, muzeális tárgyat, gyűjteményt vagy ennek egy részét az örökös az államnak, a helyi önkormányzatnak vagy felsőoktatási intézménynek felajánlja, és a felajánlást elfogadják, az örökös mentesül a felajánlott ingóörökségre eső öröklési illeték alól. A teljes öröklési illeték alól mentesül az örökös, ha a felajánlott és elfogadott ingóörökség értéke eléri az ugyanabból a hagyatékból származó valamennyi örökségét terhelő illeték összegét.
A kiskorú örökös az öröklési illetéket a nagykorúvá válásától számított két évig késedelmi pótlék-mentesen fizetheti meg. E fizetési határidő lejárta előtt a tartozás annyiszor 10%, de legfeljebb 70% kedvezménnyel fizethető meg, ahány megkezdett naptári évvel korábban teljesítik azt.
Termőföld tulajdonjogának, vagyoni értékű jogának öröklése esetén az egyébként járó öröklési illeték felét, ha pedig az örökös az erre a célra létesített nyilvántartásban családi gazdálkodóként bejegyzett magánszemély, akkor egynegyedét kell megfizetni.
Azt az örököst, aki a hagyatékból ráeső termőföldet (tulajdoni hányadot) az erre a célra létesített nyilvántartásban családi gazdálkodóként bejegyzett magánszemély örököstársának ellenszolgáltatás fejében átengedi, az átengedett termőföld (tulajdoni hányad) után öröklési illeték nem terheli.

#### A haszonélvezet illetéke
Ha más személy örökli a vagyon tulajdonjogát és más annak haszonélvezetét vagy használatát, a tulajdonjog örököse a haszonélvezetnek, használatnak számított értékével csökkentett forgalmi érték után, a haszonélvező, használó pedig az ugyanígy számított haszonélvezeti, használati érték után fizeti az öröklési illetéket.
A haszonélvezet, illetőleg használat jogával terhelten átszállt vagy ilyen teher egyidejű alapításával megszerzett vagyon esetében a tulajdonszerzőt terhelő illeték alapja a haszonélvezet, használat figyelembevétele nélkül megállapított forgalmi érték és a haszonélvezetnek, használatnak az előző pont szerint számított értéke közötti különbözet.

#### A kisvállalkozói vagyon öröklésének illetékkedvezménye
Az egyéni vállalkozó kizárólag üzleti célt szolgáló vállalkozói vagyonának öröklése esetén a magánszemély örökös az általa megszerzett vállalkozói vagyon forgalmi értékéből az őt egyébként terhelő öröklési illeték alapját 25%-kal, de legfeljebb 2,5 millió forinttal csökkentett összegben kell megállapítani, amennyiben a vagyonszerző nyilatkozatot tesz, hogy a hagyatékátadó végzés jogerőre emelkedésétől számított 30 napon belül a vállalkozási tevékenységet egyéni vállalkozóként megkezdi, vagy a megszerzett vállalkozói vagyont egyéni cége, illetve többségi tulajdonában álló gazdasági társasága részére nem pénzbeli hozzájárulásként átadja, és a fizetési meghagyás jogerőre emelkedése évének utolsó napjától számított legalább három évig a vállalkozási tevékenységet nem szünteti meg.
Ha a kedvezményben részesülő vagyonszerző az előzőek szerinti feltételeket nem teljesíti, akkor az általa igénybe vett illetékkedvezmény alapján élvezett illetékteher-csökkenés összegének kétszeresét köteles pótlólag megfizetni.

### Az öröklési illeték alapja
Öröklés esetén az illeték alapja a vagyonszerző által megszerzett vagyon tiszta értéke. A tiszta érték kiszámításánál a megszerzett vagyon forgalmi értékéből le kell vonni a hagyatékot terhelő tartozás értékének egy-egy örökösre eső részét, melynek során a hagyatéki terhekhez kell számítani a hagyatéki eljárás során kirendelt gondnok és végrendeleti végrehajtó tiszteletdíját is.
Az adósság és más teher fennállását és összegét az örökös (hagyományos) köteles igazolni. Az örökhagyó eltemettetésének szokásos költségei azonban bizonyítás nélkül is elfogadhatók. Ha a hagyatékban gépjármű, illetőleg pótkocsi is van, ennek értékét az egyéb hagyaték tiszta értékének kiszámításánál figyelmen kívül kell hagyni.
A kötelesrész értékével a kiadásra kötelezett örökös örökrészének értékét csökkenteni kell. Az az örökös, aki a kötelesrészre jogosult követelését a hagyatékhoz nem tartozó készpénzzel vagy más ellenszolgáltatással elégíti ki, visszterhes vagyonátruházási, míg a kötelesrészre jogosult öröklési illetéket köteles fizetni.

### Az illeték mértéke
Az öröklési illeték általános mértéke az egy-egy örökösnek, hagyományosnak juttatott örökség tiszta értéke után 18%.
A lakástulajdon és a lakástulajdonhoz kapcsolódó vagyoni értékű jog öröklése esetén az öröklési illeték mértéke 9%.
Gépjármű, pótkocsi tulajdonjogának, vagyoni értékű jogának öröklése esetén az illeték mértéke a gépjármű és pótkocsi visszterhes vagyonátruházási illetékének – melyet a gépjármű kora és hajtómotorjának teljesítménye alapján kell meghatározni – kétszerese. A gépjárművet, pótkocsit terhelő haszonélvezet, használat, illetve üzembentartói jog megszerzése esetén az illetékekről szóló 1990. évi XCIII. törvény 24. § (1) és (2) bekezdésében meghatározott illetékek 25%-ának megfelelő illetéket kell fizetni.

### Korábbi szabályozás főbb változásai
- 2009. január 1-től mentes az öröklési illeték alól az örökhagyó vér szerinti gyermeke, örökbe fogadott gyermeke, mostoha- és nevelt gyermeke, vér szerinti szülője, örökbe fogadó szülője, mostoha- és nevelőszülője, házastársa, és a háztartásában eltartott szülő nélküli unokája által megszerzett örökrész tiszta értékéből 20 millió forint.[3]

A változást a köznyelvben a haláladó részleges eltörléseként emlegették, melynek parlamenti elfogadtatása nagyban kötődött a Dávid Ibolya által vezetett MDF nevéhez.
- 2010. augusztus 28-tól az egyenesági rokonok (ideértve az örökbefogadáson alapuló rokoni kapcsolatot is) között megszűnt az értékhatár, ekkortól köztük az öröklés értékhatár nélkül illetékmentes.[5][6][7]

A házastársak, a mostoha- és nevelt gyermekek, illetve mostoha- és nevelőszülők által megszerzett örökrészre a korábbi szabályok (illetékmentesség a 20 millió forintot meg nem haladó örökrészre) maradnak érvényben.
- 2013. január 1-től a túlélő házastárs öröklése is értékhatártól függetlenül illetékmentessé vált.[6][7]